# Plakat
En plakat er et opslag, ofte med information eller reklame. Der er mange steder opsat plakatsøjler til plakater. En plakat skal vække opmærksomhed på afstand. Den er derfor visuelt forfinet med enkle former og klare farver. Plakater kan enten være tegnede, malede eller trykte.
Ordet kommer af hollandsk "plakkaat", som er forbundet med "placken", dvs. klæbe eller klistre (jf. den franske "plakat"). Oprindeligt betegnede en plakat en bekendtgørelse af de kongelige dekreter, reskripter, love og krav. En mindre udgave af plakaten, der kan være offentliggjort på midtersiderne i ungdomsmagasiner, hedder poster efter det engelske ord for plakat[kilde mangler]. 

## Plakatkunst
Som led i avertering kan plakatmaleri føres langt tilbage i tiden. I Pompeji og Herculanum, hvor sten- og bronzetavler var de gængse offentliggørelsesmidler, er der spor af plakatsøjler. Man har her fundet talrige private bekendtgørelser på husene, "Dipinti", valgopråb, gerne malet med rød farve og lignende. Her var dog mest tale om opslag af rent skriftmæssig natur (Aemilius Celer nød anseelse som skriftmaler i Pompeji), som når der averteredes: »Et kobberfad er bortkommet. Den ærlige finder får 65 sestertier«; men af og til var der afbildninger: en elefant på et værtshusskilt o. a. I Middelalderen er det især boghandlere og -trykkere, der tyr til billedlig fremstilling i forretningsmeddelelser. I 16. århundrede hører man om afficher (opslag) med billedudsmykning. Om plakaternes udbredelse i Frankrig i 17. århundrede vidner dødsstraf i 1653 mod at sætte plakater op uden tilladelse. Under prinsregenten i England blomstrede den kommercielle affiche (Law’s Periode). Var de talrige træsnit, der i 16. og 17. århundrede brugtes til plakater og lignende, middelmådige, blev de gennemgående rent tarvelige i den følgende tid, medens dog forretningskortet, cirkulæret, udførtes i stik med megen gratie af 18. århundredes franske kunstnere: Charles-Nicolas Cochin, Eisen d. æ., Jean-Michel Moreau etc., og omkring 1800 var plakatkunsten forsømt: som regel rå og usselige gengivelser uden brug af kunstnerne, der vel kunne tegne indbydelseskort til kunstnerfester og lignende, men nødig indlod sig på forretningsplakater. I 1830’erne begyndte betydelige franske kunstnere at kaste sig over den illustrerede plakat i litografi: Auguste Raffet, Gavarni, Daumier og andre. Herfra går tråde til den nyere tid, hvor Jules Chéret bliver banebryder for plakatkunsten, og i de senere årtier er plakatmaleri (gerne trykt som litografi) under konkurrencens tryk bleven reklamens faste tjener med plakatudstillinger, plakatkonkurrencer ved hver anden større udstilling, plakatsamlere og en drabelig litteratur, endog af periodisk art Les maîtres de l’affiche i Paris. Den vågnende sans for dekorativ virkning og anvendt kunst har ansporet til plakatmaleri; dygtige kunstnere har kastet sig over det og udviklet dets teknik: grove dekorative virkninger, store linjer, markerede konturer, kraftige farveflader beregnet på fjernvirkning. Er resultaterne end ofte ypperlige, kan det dog næppe nægtes, at plakatmoden til tider har virket uheldigt forrående tilbage på malerkunsten i dens egentlige udtryksformer. Fremragende franske plakatmalere er bl.a. Lautrec, Henri-Gabriel Ibels, Steinlen, Jean-Louis Forain, Eugène Grasset, Adolphe Willette, Louis-Maurice Boutet de Monvel, Alfons Mucha; fra England eksempelvis Aubrey Beardsley, Brothers Beggarstaff, James Pryde, Frank Brangwyn, Fred Taylor, Maurice Greiffenhagen; fra Tyskland: Julius Diez, Franz von Stuck, Thomas Theodor Heine, Lucian Bernhard, Max Klinger, Paul Scheurich, Ludwig Hohlwein med flere; fra Amerika: Will H. Bradley, Edward Penfield; fra Sverige: Einar Nerman, John Bauer, Eigil Schwab, Ossian Elgström, Albert Engström, Sjögren etc. I Danmark blev plakatmaleri lejlighedsvis dyrket af N.V. Dorph og Joakim og Niels Skovgaard; J.F. Willumsen blev føreren for den kunstneriske plakat; andre udøvere: Valdemar Andersen, Axel Nygaard, Sven Brasch, Thor Bøgelund, Sven Henriksen, Poul Sæbye (særlig skriftplakater), Palle Wennerwald, Rasmus Christiansen, H.E. Melchior, Otto Nielsen, Viggo Guttorm-Pedersen etc. I Norge: Severin Segelcke, Olaf Krohn, Andreas Bloch, Olaf Gulbransson, Jens Wang, Per Krogh med flere.     
Plakater har også været brugt til politisk propaganda som under verdenskrigene og i de kommunistiske lande. I Norge er især Harald Damsleths naziplakater kendt og i Danmark Bo Bonfils', Mikael Wittes, Per Arnoldis og Røde Mors plakater. Flere lande har en stærk plakattradition: Polen, hvor plakatmotiverne ofte har været surrealistiske, og Japan, hvor plakaten er præget af grafisk klarhed, glatte overflader og rene linjer. Plakatkunsten i dag ses især i form af reklameboard og filmplakater, der ofte er mindre spændende. 
Plakatkunsten har meget til fælles med bogomslag, bladforsider og annoncer, der som plakaten skal fange publikums opmærksomhed og formidle et budskab på kort tid. Den effektive plakat bør være tydelig og letfattelig, men også have særpræg og skille sig ud.